# Palais Albergati
Pour les articles homonymes, voir Albergati.
Le Palazzo Albergati est un palais Renaissance situé dans le centre de Bologne, en Italie.

## Histoire
La construction du palais a commencé le 29 avril 1519 pour abriter la famille Albergati. En 1540, le palais fut agrandi via Malpertuso, avec la reconstruction de divers détails et ornements extérieurs. Au XIXe siècle, en raison de l'extinction de la famille Albergati, le palais fut divisé en plusieurs appartements.
À l'intérieur de la cour du bâtiment se trouve un jardin d'origine romaine datant du Ier siècle après J.-C..
La conception du complexe est incertaine et est probablement attribuée à Baldassarre Peruzzi ou Domenico da Varignana. À l'intérieur du bâtiment, il y a de nombreux stucs et fresques datant des XVIIe et XVIIIe siècles de Francesco Gessi, Bartolomeo Cesi et Andrea Sirani.
Le 8 août 2008, un incendie a gravement endommagé la structure des étages supérieurs et les différentes fresques, mais le bâtiment a rouvert après d'importantes rénovations en 2014  pour être utilisé, jusqu'à aujourd'hui, comme lieu de diverses expositions d'art.
Il existe une villa du même nom, construite au XVIIe siècle, dans la municipalité de Zola Predosa, qui appartenait à la même famille.
La célèbre musicienne et compositrice Maria Brizzi Giorgi (it)] est née au palais Albergati.

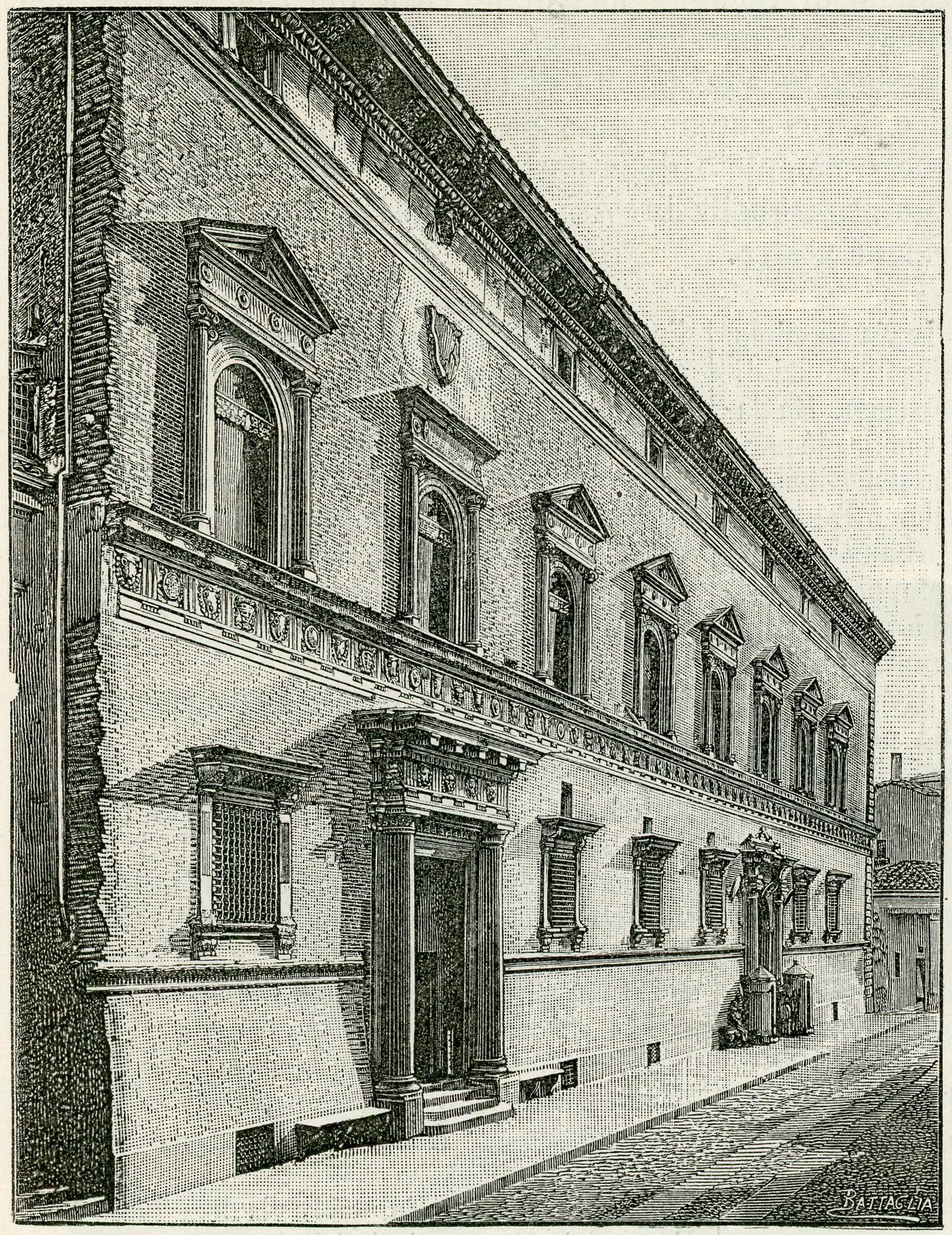
Le palais dans une gravure sur bois de 1900.